# 二桥书屋
二桥书屋位于中国浙江省杭州市萧山区进化镇欢潭村，由曾任镇江知府的田祚建于清代中叶，作为其田氏家族私塾，因位于浦阳江支流欢潭溪上的仁济桥与上睦桥两座桥之间而得名，现为萧山仅存的清代私塾。建筑采用四合院式布局，砖木结构，主体建筑坐北朝南，大门朝东，门额镌“二桥书屋”，现已修缮一新。